# Вишняковы
Вишняковы — московская купеческая династия.
Основатель рода Вишняковых — Михаил Иванович Вишняков (1733/1734-1832) — в 1762 году переехал в Москву из Кашина. К 1766 году стал купцом 2-й гильдии. Его потомки продолжали и развивали семейное дело. В 1894 году семейное производство семьи вошло в состав Товарищества меднопрокатного и кабельного заводов «В. Алексеев, П. Вишняков и А. Шамшин».

## Родословная
- Михаил Иванович Вишняков (1733/1734-1832)
  - Вера Михайловна Вишнякова (1774—1849) — супруга Семёна Алексеевича Алексеева. После смерти мужа, в течение 26 лет руководила золотоканительной фабрикой. Её правнук — К. С. Станиславский.
  - Пётр Михайлович Вишняков (1781—1847/1848) — купец 1-й гильдии (1816), потомственный почётный гражданин Москвы (1841). Открыл в Москве золотопрядильную фабрику.
    - Михаил Петрович Вишняков (1835—1901) — купец 1-й гильдии, благотворитель. По завещанию пожертвовал более 87 тысяч рублей на выдачу пособий бедным ученикам начальных училищ Москвы.
    - Иван Петрович Вишняков
      - Пётр Иванович Вишняков (ум. после 1914) — предприниматель, промышленник.

    - Семён Петрович Вишняков
      - Алексей Семёнович Вишняков (1859—1919) — член правления Харьковского земельного банка, председатель правления Московского купеческого общества взаимного кредита, благотворитель, член Партии прогрессистов. Основатель Московского коммерческого института.

    - Николай Петрович Вишняков (1844-не ранее 1927) — геолог, палеонтолог, коллекционер. Член Петербургского минералогического общества, Общества испытателей природы. Мемуарист, историк рода Вишняковых. В его честь назван вид аммонитов Choffatia vischiakoffi.